# Puerta de Europa
Puerta de Europa, známá též pod názvem Torres KIO, česky Brána Evropy, je dvojice administrativních výškových budov ve španělské metropoli Madridu na rozhraní městských obvodů Chamartín a Tetuán.
Budovy byly navrženy americkými architekty Philipem Johnsonem a Johnem Burgee. Vybudovala je společnost Fomento de Construcciones y Contrato podle objednávky z roku 1996, vypsané společností Kuwait Investment Office (odtud její původní jméno „Torres KIO“ – „věže KIO“). Každá z budov je vysoká 115 m s náklonem 15°. Věže jsou umístěny v blízkosti železniční stanice Chamartín na straně autobusového nádraží a stanice metra Plaza de Castilla, severně od Paseo de la Castellana a v blízkosti Cuatro Torres Business Area.

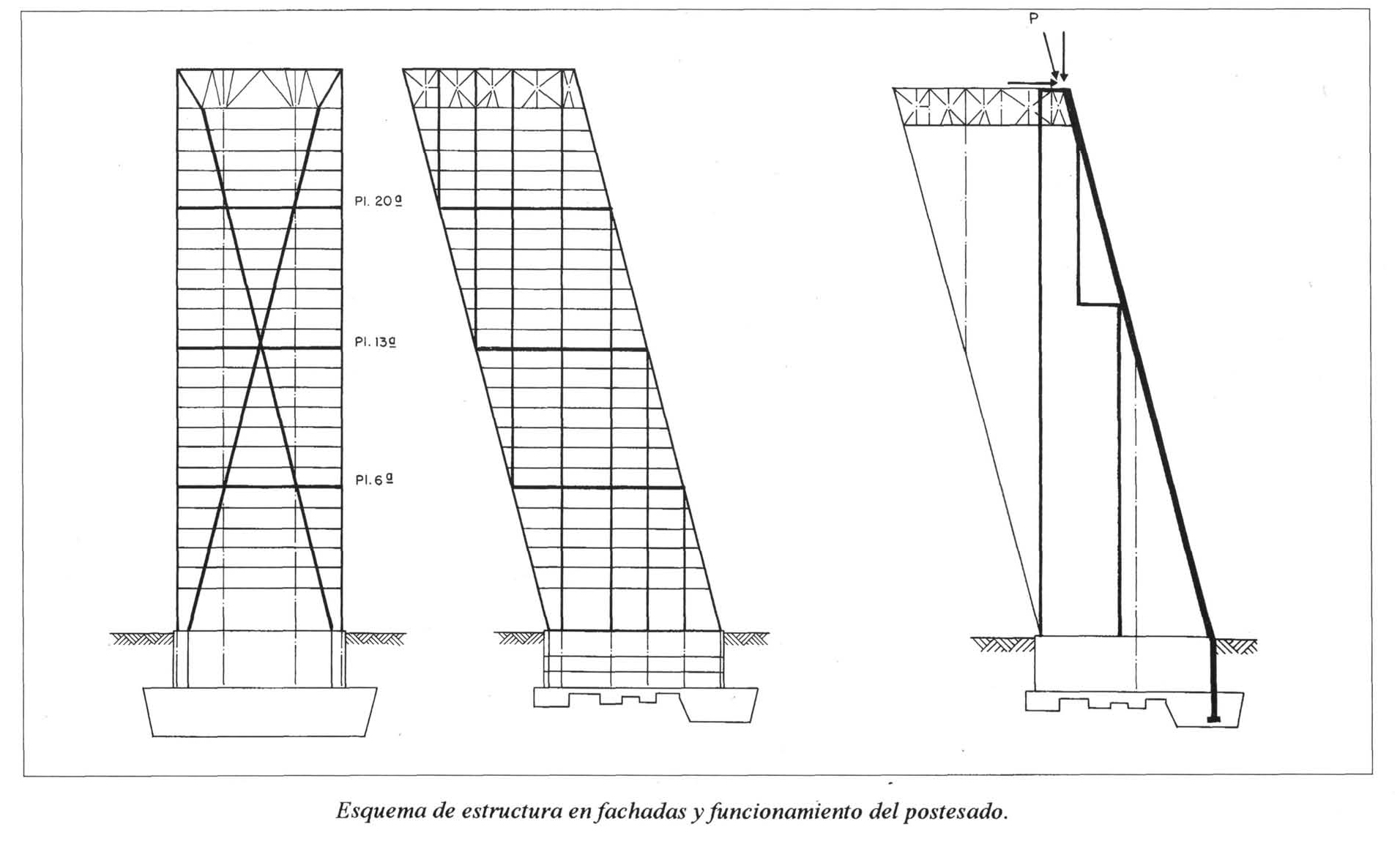
Konstrukční schéma věží

Po finančních problémech byl investor KIO nucen budovy prodat. Jejich novými vlastníky jsou banka Caja Madrid a realitní společnost Realia Bussines, S.A. (vlastněná bankou Caja Madrid). Na obou věžích se nacházejí heliporty.